# Sactício
Sactício (em grego medieval: Σακτίκιος; romaniz.: Saktícios), também chamado Sactices (Σακτίκης) ou Sacteces (Σακτήκης), foi um oficial bizantino do século X, ativo durante o reinado dos imperadores Constantino VII (r. 913–959) e Romano I (r. 920–944).

## Vida

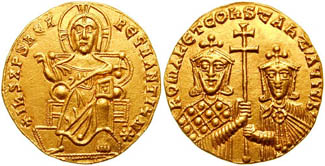
Soldo de r. e r.

Não se sabe se Sactício era seu nome ou apelido, sendo a segunda posição muito provável. Segundo João Escilitzes, era conde dos excubitores. Em 922/923, os búlgaros de Simeão I (r. 893–927) fizeram campanha contra o Império Bizantino e chegaram próximo de Constantinopla, onde incendiaram o Palácio de Teodora. Romano convocou os líderes dos tagmas para cear e ordenou que lutassem contra os invasores. Na ocasião, Sactício aceitou a missão e atacou o campo búlgaro enquanto a maioria dos invasores estavam ausentes saqueando as regiões vizinhas. Ao receberam as notícias do ataque, os búlgaros retornaram e confrontaram os bizantinos. Sactício lutou bravamente, mas não resistiu e resolveu fugir. Seu cavalo ficou preso na lama quando atravessava um pequeno rio e os búlgaros o alcançaram e o feriram nas nádegas e coxas.